# Magyarországi mikrosörfőzdék listája
A következő a magyar mikrosörfőzdék listája, külön véve azokat a helyeket, ahol egy söröző helyben készült sörét árulja helyben ("sörház"). A lista csak egy részét tartalmazza a gerilla sörfőzőknek, azaz annak a több, mint tucatnyi főzőnek, akik nem saját üzemükben főznek saját márkájú söröket.

## Sörfőzdék

### Bács-Kiskun vármegye
- Domján Sörfőzde (Kerekegyháza)
- Bäder Sörfőzde (Kiskunfélegyháza)[1]
- Hopfanatic Brewery (Kiskunhalas)[2]
- JÄGER SÖRFŐZDE - AKPEDO KFT. (Orgovány)[3]
- Kárpi sörfőzde (Soltvadkert)[4]
- Kecskeméti Sörmesterek (Kecskemét)[5]
- Kecskeméti Sörmanufaktúra (Kecskemét)[5]
- Oázis Sörfőzde (Kiskunhalas)

### Baranya vármegye
- Kapucinus Kézműves Sörfőzde (Magyarhertelend)[6]
- Karl Mikro-sörfőzde (Mecseknádasd)[7]

### Békés vármegye
- Szarvasi Sörfőzde (Szarvas)[8]
- Szent András Sörfőzde (Békésszentandrás)[9]
- Körös-Maros Biofarm Kft. (Gyula)[10]
- Viharsarok Sörfőzde (Gyula)

### Borsod-Abaúj-Zemplén vármegye
- Gyertyános Sörfőzde (Miskolc)
- Serforrás Sörfőzde (Felsőzsolca)[11]
- Mályi Ászok Sörfőzde (Mályi)

 Archiválva 2020. augusztus 11-i dátummal a Wayback Machine-ben

### Budapest
- Big Face Sörfőzde (Péterfy Sándor utca)[12]
- Csupor Sörfőzde[13]
- First Craft Beer Co. [14]
- Fehér Nyúl Sörfőzde[15]
- Hedon Craft Beer (Illyés Gyula u.)[16]
- Hopaholic (Akácfa utca) A Hopaholic a Facebookon - gerilla
- HopTop Brewery (Maglódi út)[17]
- Horizont Sörfőzde (Maglódi út)[18]
- Legenda Sörfőzde (Sashalom, 16. kerület)[19]
- Lehmann Serfőzde és Pékség (Aranyhegyi út)[20]
- Lőrinci Sörfőzde[21]
- Mad Scientist (Maglódi út)[22]
- Maltman (Haraszt u.)[23]
- Monyo Brewing Co. (Maglódi út)[24]
- Neked Csak Dezső (Dohány utca)[25]
- Rizmajer Sörfőzde (Csepel)[26]
- Rothbeer Brewery (Váci út)[27]
- Sörök a Möszjö Vödréből (Gyertyán utca)

### Csongrád-Csanád vármegye
- Szögedi Sörfőzde (Szeged)[28]
- Zentus Sörfőzde (Szentes)[29]
- Zsombói Sörfőzde (Zsombó)

### Fejér vármegye
- Etyeki Sörmanufaktúra (Etyek)[30]
- A székesfehérvári püspök sörei[31]
- 972 Sörfőzde (Székesfehérvár)
- Hübris Sörfőzde (Székesfehérvár)
- Vandál Brewing (Martonvásár)

### Győr-Moson-Sopron vármegye
- Bors Serfőzde (Győrzámoly)[32]
- Vaskakas Sörfőzde (Győrújbarát)
- Mighty Millers Brewing Company (Győr)

### Jász-Nagykun-Szolnok vármegye
- Guri Sörfőzde (Jászapáti[33]
- Pannonbräu (Jászdózsa)[34]
- Ugar Brewery (Törökszentmiklós)[35]

### Komárom-Esztergom vármegye
- Beerfort Sörfőzde (Leányvár)[36]

### Nógrád vármegye
- Fűtőház Sörfőzde (Rétság)[37]
- Széles & Széles Kft - Palóc sör (Balassagyarmat)[38]

### Pest vármegye
- Áperte (Újhartyán[39]
- Bandusz (Tárnok)[40]
- Bauer Sörfőzde (Nagykáta)
- Bázis Sörfőzde (Tárnok)[41]
- BigFoot Sörfőzde (Domony)[42]
- District 7 (Dunakeszi[43]
- Fóti Sörfőzde[44]
- Franzberger sörfőzde (Üllő)[45]
- Reketye Sörfőzde (Nagytarcsa)[46]

### Tolna vármegye
- Brew Your Mind sörfőzde (Szekszárd)[47]
- Kissler Sörfőzde (Dombóvár)[48]

### Veszprém vármegye
- Sümegi sörfőzde (Sümeg[49]
- Szent Mauríciusz Monostor (Bakonybél[50]
- Zirci Apátsági Manufaktúra (Zirc)[51]
- Stari sörfőzde (Tapolca)

## Sörházak
Bács-Kiskun vármegye
- Kecskeméti Sörmanufaktúra Sörház (Kecskemét)

### Borsod-Abaúj-Zemplén vármegye
- Bolyki Söröző és Serfőzde (Ózd)[52]
- HBH Bajor Sörház, Étterem és Panzió (Kazincbarcika)[53]
- Mályi Ászok Kft. (Mályi)[54]
- Zip's (Miskolc)[55]

### Budapest
- The TAP Burger&Beer (XI.Bartók Béla út)
- Élesztőház (IX. Tűzoltó utca)[56]
- Kaltenberg Sörház és étterem (IX. Kinizsi u.)[57]
- Mister Sörház Étterme és Sörfőzde (XV. Régi Fóti út)[58]

### Fejér vármegye
- Pedro sörfőző és söröző (Zámoly)[59]

### Pest vármegye
- Brandecker Sörház (Ecser[60]
- Rotburger látványsörfőzde, söröző és sörkert (Pilisvörösvár)[61]
- Guri Serház Monor (Monor)

Vas vármegye
- Guri Serház szombathely

### Veszprém vármegye
- Stari Kézműves Sörfőzde, Pizzéria & Grillkert (Tapolca)[62]

### Zala vármegye
- Blonder Sörfőzde és Panzió (Vonyarcvashegy)[63]

## Külső hivatkozások
- kezmuvessorok.hu
- Kisüzemi Sörfőzdék Egyesülete